# Баллада о солдате
«Баллада о солдате» — советский художественный фильм 1959 года режиссёра Григория Чухрая. Повествует о нескольких днях из жизни солдата, который едет в отпуск к матери. В самом начале авторы сообщают, что Алексей Скворцов погибнет на войне. Фильм посмотрели более 30 млн советских зрителей, и в итоге он собрал более 100 зарубежных призов. Сценарист Валентин Ежов и режиссёр Григорий Чухрай были удостоены Ленинской премии.

## Сюжет
Послевоенное время. Часто Катерина Скворцова выходит на проселочную дорогу, по которой её сын Алексей ушёл на фронт. Она продолжает ждать и надеяться, хотя прошло уже много лет, как Алёша погиб и похоронен в чужой стране.
1942 год. Девятнадцатилетний связист Алексей передает сообщение командованию о приближении танков и получает приказ отступить, но его замечает танк. Пытаясь убежать, Алеша случайно натыкается на противотанковое ружьё и подбивает два немецких танка. Командование собирается представить его к ордену, но Алексей просит дать ему отпуск, чтобы повидаться с матерью и починить в доме крышу. Получив шесть суток отпуска и купив подарок матери, Алексей отправляется в путь. Случайно встреченный Алексеем на фронтовой дороге солдат Сергей Павлов, узнав, что Скворцов едет в отпуск, просит передать своей жене весточку и два куска мыла. На вокзале Алёша помогает одноногому фронтовику Василию занести в поезд чемоданы. Василий говорит, что не хочет возвращаться к жене, стесняясь своей инвалидности. В поезде Алёша беседует с другими фронтовиками, которые не верят, что он, всего лишь связист, мог совершить подвиг. Расстроенный таким недоверием, он забирает у солдат клочок газеты со своей фотографией, только что разорванной на самокрутки, и солдаты с удивлением читают статью про него. На вокзале Василия встречает жена, которая рада его возвращению.

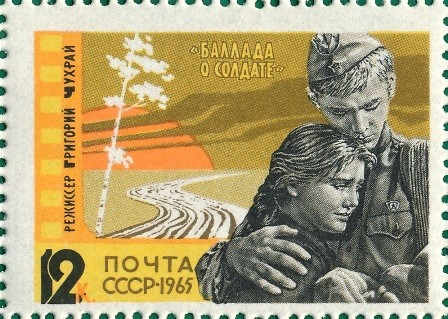
Почтовая марка СССР. «Баллада о солдате». 1965

Когда Алёша пытается сесть в товарный вагон армейского поезда снабжения, его останавливает охраняющий состав часовой Гаврилкин. За банку тушёнки часовой пропускает его. На одной из остановок в вагон забирается девушка Шура. Увидев Алёшу, она чуть было не прыгает с движущегося поезда. Шура рассказывает, что едет к своему жениху—лётчику. Обнаружив её, Гаврилкин требует от Алёши ещё две банки тушёнки. Тут появляется начальник эшелона лейтенант, который, узнав о подвиге Скворцова, позволяет ему с Шурой остаться в вагоне и наказывает часового.                                                                                                                                                                                                                                   
На одной из остановок Алёша выходит за водой и, заслушавшись сообщения по радио о состоянии на фронтах, отстаёт от поезда. До следующей станции он добирается на попутной машине с пожилой женщиной—шофёром, но всё равно не успевает на свой поезд. На станции он снова встречает Шуру, которая решила дожидаться его и сошла с поезда. Они отправляются к жене Павлова передать подарок. Но по указанному адресу дом разбомбила немецко—фашистская авиация. Оказывается, что жена Павлова теперь живёт с другим мужчиной, а отец Павлова временно размещён с пострадавшими соседями в школьном спортзале. Первоначально оставив подарок жене Павлова Алексей передумывает, возвращается и забирает мыло. После этого они навещают в спортзале отца Павлова Василия Егоровича и передают ему мыло, рассказав о смелости и доблести его сына и пообещав передать привет Сергею Павлову.
Отпуск стремительно подходит к концу, пути Алёши и Шуры расходятся. На прощание она говорит, что у неё никого нет, что она едет к тёте и что выдумала про жениха—лётчика. К сожалению Алёша и Шура не находят в себе смелости открыто признаться, что они полюбили друг друга. Толком не попрощавшись и не обменявшись адресами, Алёша догоняет тронувшийся поезд. В пути он сожалеет о том, что не признался Шуре в любви. Ночью  поезд внезапно останавливается у разрушенного моста и подвергается налёту бомбардировщиков. Алёша спасает от гибели нескольких пассажиров с детьми, едущих из Украины в эвакуацию на Урал.

Утром, поняв, что времени на отпуск практически не осталось, Алексей бежит к реке и на плоту переправляется на другой берег. На дороге Алёша останавливает армейский грузовик и с трудом уговаривает водителя отвезти его в родное село, чтобы хоть на несколько минут увидеться с матерью. Встретив повзрослевшую Зою, соседей и свою мать, он уезжает на фронт, пообещав вернуться с войны, а мать — дождаться его. Голос за кадром говорит:
«Он мог бы стать замечательным гражданином, мог бы строить или украшать земли садами, но он был и навечно останется в нашей памяти солдатом. Русским солдатом!»

## В ролях
- Владимир Ивашов — Алёша (Алексей Николаевич) Скворцов, рядовой связист
- Жанна Прохоренко — Шура
- Антонина Максимова — Катерина Скворцова, мать Алёши
- Николай Крючков — генерал
- Евгений Урбанский — Василий, фронтовик-инвалид

### В эпизодах
- Эльза Леждей — Елизавета, жена фронтовика-инвалида Василия
- Мария Кремнёва — Елизавета Петровна Павлова, жена Павлова
- Валентина Телегина — пожилая женщина—шофёр
- Валентина Маркова — Зоя, соседка Скворцовых
- Евгений Тетерин — лейтенант, начальник эшелона
- Владимир Покровский — Василий Егорович Павлов, отец Павлова
- Георгий Юматов — шофёр армейского автомобиля
- Геннадий Юхтин — Сергей Васильевич Павлов, солдат
- Александр Кузнецов — рядовой Гаврилкин, часовой эшелона
- Евгений Евстигнеев — крестьянин в поезде
- Валентин Брылеев — солдат, однополчанин Сергея Павлова (в титрах — Б. Брылеев)
- Лев Борисов — солдат, однополчанин Сергея Павлова
- Леонид Чубаров — старшина Мосько, однополчанин Сергея Павлова
- Владимир Кашпур — солдат, попутчик Алёши в поезде
- Валентин Абрамов — младший сержант-балагур, попутчик Алёши в поезде
- Михаил Дадыко — старшина, попутчик Алёши в поезде (в титрах — Н. Дадыко)
- Семён Свашенко — беженец старик—украинец в поезде
- Валентина Ананьева — соседка Скворцовых (нет в титрах)
- Татьяна Барышева — соседка Павловых (нет в титрах)
- Алексей Бахарь — шофёр (нет в титрах)
- Валентина Березуцкая — соседка Скворцовых (нет в титрах)
- Вера Бурлакова — женщина с младенцем (нет в титрах)
- Елена Вольская — соседка Скворцовых (нет в титрах)
- Марина Гаврилко — беженка—украинка в поезде (нет в титрах)
- Любовь Калинина — беженка—украинка в поезде (нет в титрах)
- Майя Коханова — беженка—украинка в поезде (нет в титрах)
- Александра Данилова — соседка Скворцовых (нет в титрах)
- Зоя Исаева — проводница в эшелоне (нет в титрах)
- Пётр Кирюткин — попутчик Алёши в поезде (нет в титрах)
- Анатолий Шакин — попутчик Алёши в поезде (нет в титрах)
- Виктор Маркин — солдат с перевязанной рукой (нет в титрах)
- Нина Меньшикова — телеграфистка на вокзале (нет в титрах)
- Раднэр Муратов — солдат на полке, попутчик Алёши в поезде (нет в титрах)
- Артур Нищёнкин — солдат, попутчик Алёши в поезде (нет в титрах)
- Виктор Уральский — солдат, попутчик Алёши в поезде (нет в титрах)
- Сергей Прянишников — сосед Павловых (нет в титрах)
- Алевтина Румянцева — девушка с ведром на станции (нет в титрах)
- Пётр Савин — солдат (нет в титрах)
- Екатерина Савинова — злая проводница в эшелоне (нет в титрах)
- Николай Сморчков — солдат, однополчанин Сергея Павлова (нет в титрах)
- Любовь Соколова — женщина на рынке (нет в титрах)
- Евгений Стеблов — эпизод, участник массовки на Рижском вокзале (нет в титрах)
- Георгий Шаповалов — солдат—шофёр (нет в титрах)
- Ольга Шахова — жительница разбомблённого дома, соседка Павловых (нет в титрах)
- Полина Шевкуненко — плачущая беженка—украинка в поезде (нет в титрах)
- Виктор Штыков — эпизод (нет в титрах)

## Съёмочная группа
- Сценарий — Валентин Ежов, Григорий Чухрай
- Постановка — Григорий Чухрай
- Операторы — Владимир Николаев, Эра Савельева
- Художник — Борис Немечек
- Композитор — Михаил Зив

## Особенности фильма
Действие фильма происходит в 1942 году, но герои носят погоны, введённые в армии только в 1943 году. Режиссёр Григорий Чухрай сделал это намеренно. Он рассчитывал, что фильм будет в прокате в Европе, где уже сформировался образ советского солдата-освободителя именно в этой форме, с погонами, и опасался, что в странах, которые были освобождены советскими войсками, могут не узнать воина-освободителя в старой форме, сказав: «Нет, нас освобождали не эти».

## Награды и признание
- 1960 — участие в конкурсной программе Каннского кинофестиваля, а также специальный приз жюри.
- 1960 — два приза «Золотые ворота» кинофестиваля в Сан-Франциско: за лучший фильм и за лучшую режиссуру (Григорий Чухрай).
- 1960 — премия «Давид ди Донателло» за режиссуру (Григорий Чухрай).
- 1961 — премия BAFTA за лучший фильм, а также номинация на премию лучшему иностранному актёру (Владимир Ивашов).
- 1961 — премия «Бодил» за лучший европейский фильм (Григорий Чухрай).
- 1961 — Ленинская премия (Валентин Ежов, Григорий Чухрай).
- 1962 — номинация на премию Оскар за лучший оригинальный сценарий (Валентин Ежов, Григорий Чухрай).
- Картина была отмечена призом «За лучший фильм для молодежи» и призом «За высокий гуманизм и исключительные художественные качества» в Каннах.

## Съёмки
- Первоначально на главные роли были утверждены Олег Стриженов и Лилия Алёшникова, но они были заменены по настоянию Григория Чухрая[3].
- В первый день съёмок (сцена отъезда с фронта) Григорий Чухрай повредил ногу, при их возобновлении — заболел брюшным тифом[3].
- Из-за съёмок в фильме Жанне Прохоренко пришлось перейти из школы-студии МХАТ во ВГИК[3].
- Часть съёмочной группы ушла из-за разногласий с замыслом режиссёра[3].
- В фильме участвовали актёры, которые впоследствии в разные годы были удостоены звания народный артист СССР — Николай Крючков, Евгений Евстигнеев, Всеволод Санаев, Любовь Соколова. Также целый ряд актёров стали народными артистами РСФСР, включая Владимира Ивашова, Жанну Прохоренко, Георгия Юматова, Владимира Кашпура, Нину Меньшикову.